# بالمر لوكي
بالمر لوكي (بالإنجليزية: Palmer Luckey)‏، (مواليد 19 سبتمبر 1992)، وهو مهندس أمريكي ومؤسس شركة أوكلوس في آر، اشتهر باختراع النظارة الواقع الافتراضي التابع لشركته، وأول اختراعاته هي نظارة أوكلوس في آر سنة 2016.